# 1729
Het jaar 1729 is het 29e jaar in de 18e eeuw volgens de christelijke jaartelling.

## Gebeurtenissen
januari
- 9 - De brief van de sterrenkundige James Bradley aan zijn collega Edmond Halley over de aberratie van het licht wordt voorgelezen in de Royal Academy.

april
- 15 - Op Goede Vrijdag wordt in de Thomaskerk te Leipzig de Matthäuspassion van Johann Sebastian Bach voor het eerst uitgevoerd.

juni
- 17 - De Franse dorpspastoor Jean Meslier sterft en laat de wereld een geestelijk testament na dat één groot pleidooi is voor het atheïsme.

juli
- 25 - De Engelse kolonie Carolina wordt gesplitst in Noord-Carolina en Zuid-Carolina.

oktober
- 12 - Willem Karel Hendrik Friso van Oranje-Nassau wordt geïnstalleerd als stadhouder van Gelderland.

## Muziek
- Georg Friedrich Händel componeert in Londen zijn Concerti Grossi Opus 6

## Bouwkunst

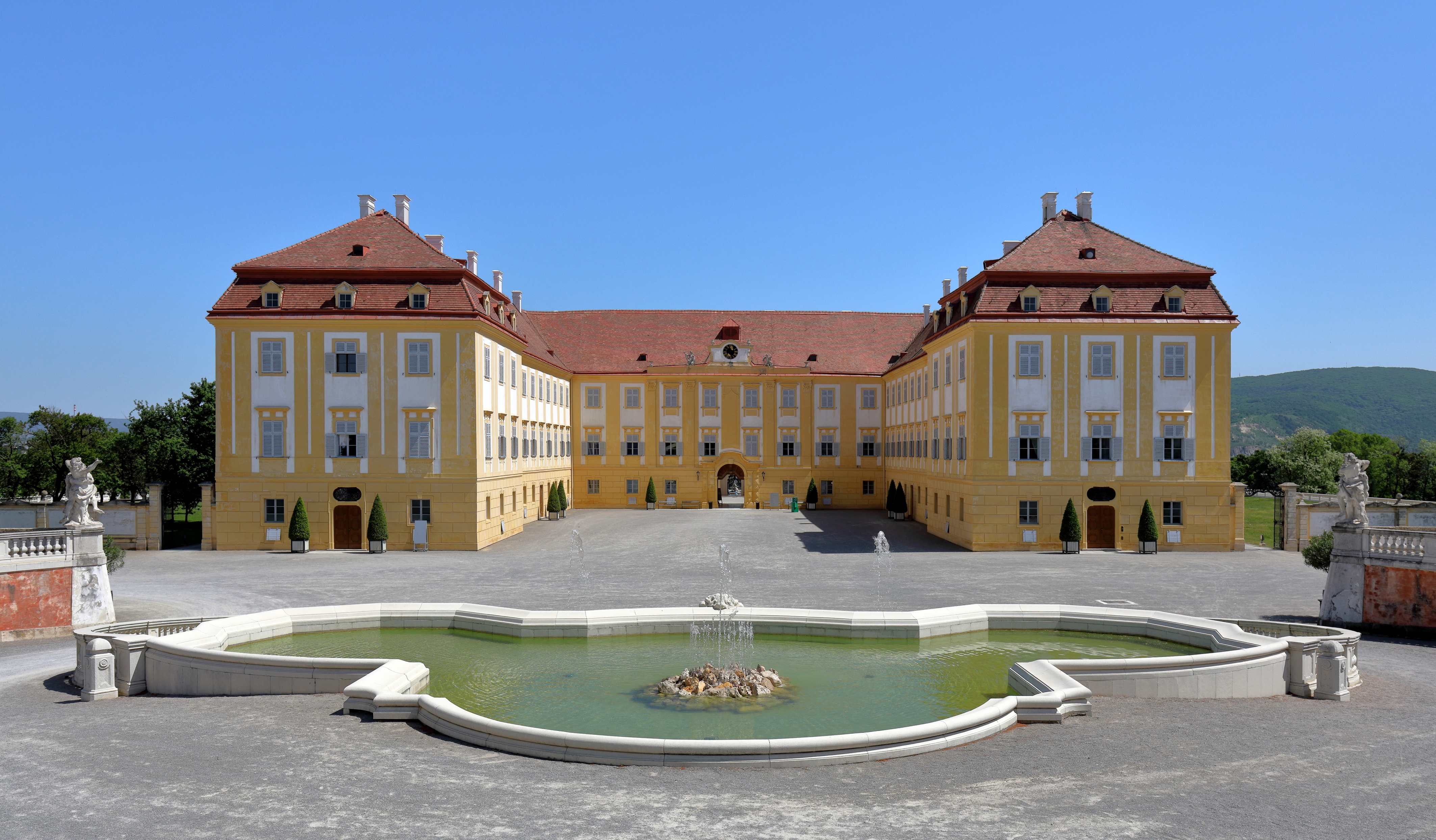
Slot Hof, Engelhartstetten (1729) Johann Lukas von Hildebrandt

## Geboren
januari
- 22 - Gotthold Ephraim Lessing, Duits schrijver en dichter (overleden 1781)

april
- 13 - Thomas Percy, Engels bisschop en dichter (overleden 1811)
- 13 - Rienk Jelgerhuis, Nederlands kunstschilder (overleden 1806)

mei
- 2 - Catharina II de Grote, tsarina van Rusland 1762-1796 (overleden 1796)
- 3 - Leopold Gassmann, Boheems componist (overleden 1774)

september
- 27 - Michael Denis, Oostenrijks schrijver en lepidopterist (overleden 1800)

november
- 24 - Aleksandr Soevorov, Russisch generaal (overleden 1800)

december
- 3 gedoopt - Padre Antonio Soler, Catalaans componist en organist (overleden 1783)

## Overleden
januari
- 31 - Jacob Roggeveen (70), Nederlands ontdekkingsreiziger die werd uitgezonden het Zuidland te vinden, maar per toeval het Paaseiland ontdekte

juli
- 16 - Johann David Heinichen (46), Duits componist en muziektheoreticus

september
- 1 - Richard Steele (57), Brits schrijver en politicus